# Buena Vista International
Buena Vista International és una companyia estatunidenca de distribució de pel·lícules i sèries de televisió subsidiària de The Walt Disney Company. No obstant això Disney va anunciar plans per a retirar la marca de Buena Vista.

## Història
Des de 1953, Les produccions de Walt Disney han estat distribuïts per Columbia Pictures, United Artists i RKO Radio Pictures. Però va haver-hi una disputa entre Walt Disney i el seu germà Roy Disney, fent que aquest fundés una divisió anomenada Buena Vista Film Distribution Company, Inc. perquè aportés ajuda en la distribució de les seves pel·lícules.
Buena Vista International (Una divisió de Buena Vista Distribution) ha estat fundat entre els anys 90 després que Disney es desvinculés de United International Pictures.
El nom de la companyia prové del carrer Buena Vista, on es troba la seu de Disney a Burbank (Comtat de Los Angeles).

## Pel·lícules
La companyia distribueix totes les pel·lícules de Walt Disney i les seves subsidiàries (Walt Disney Pictures, Touchstone Pictures, Hollywood Pictures, DisneyToon Studios, ABC Studios, Patagonik Film Group (l'Argentina), Miramax Films, Pixar Animation Studios) i també companyies independents relacionats amb aquesta com Spyglass Entertainment
- Yo-Kai Watch: The Movie (només distribució en Turquia i Austràlia)
- Missing Link (només productora a Hispanoamèrica)

## Logotip
L'actual logotip és una silueta del castell de la Bella Dorment a Disneyland.

## Vegeu
- The Walt Disney Company
- Pixar Animation Studios